# Маркус Цюкке
Маркус Цюкке (нім. Markus Zoecke; нар. 10 травня 1968) — колишній німецький тенісист.
Найвищу одиночну позицію світового рейтингу — 48 місце досяг 23 березня 1992, парну — 233 місце — 26 лютого 1996 року.
Здобув 1 одиночний та 1 парний титул.
Найвищим досягненням на турнірах Великого шолома було 3 коло в одиночному розряді.

## Фінали турнірів ATP за кар'єру

### Одиночний розряд: 2 (1–1)
| Легенда                         |
| ------------------------------- |
| Турніри Великого шлема (0–0)    |
| Фінали Світового туру ATP (0–0) |
| Серія Мастерс ATP (0–0)         |
| Серія турнірів ATP (0–0)        |
| Світова серія ATP (1–1)         |

| Фінали за покриттям |
| ------------------- |
| Тверде (1–1)        |
| Ґрунт (0–0)         |
| Трава (0–0)         |
| Килим (0–0)         |

| Фінали за типом корту |
| --------------------- |
| Відкритий корт (1–1)  |
| Закритий корт (0–0)   |

| Результат | В-П | Дата     | Турнір            | Рівень        | Покриття | Суперник         | Рахунок            |
| --------- | --- | -------- | ----------------- | ------------- | -------- | ---------------- | ------------------ |
| Поразка   | 0–1 | Жов 1991 | Гуаружа, Бразилія | Світова серія | Тверде   | Хав'єр Франа     | 6–2, 6–7(1–7), 3–6 |
| Перемога  | 1–1 | Бер 1994 | Сан-Сіті, ПАР     | Світова серія | Тверде   | Гендрік Дрікманн | 6–4, 6–1           |

### Парний розряд: 1 (1 перемога)
| Легенда                         |
| ------------------------------- |
| Турніри Великого шлема (0–0)    |
| Фінали Світового туру ATP (0–0) |
| Серія Мастерс ATP (0–0)         |
| Серія турнірів ATP (0–0)        |
| Світова серія ATP (1–0)         |

| Фінали за покриттям |
| ------------------- |
| Тверде (0–0)        |
| Ґрунт (0–0)         |
| Трава (1–0)         |
| Килим (0–0)         |

| Фінали за типом корту |
| --------------------- |
| Відкритий корт (1–0)  |
| Закритий корт (0–0)   |

| Результат | В-П | Дата     | Турнір       | Рівень        | Покриття | Партнер         | Суперники                | Рахунок  |
| --------- | --- | -------- | ------------ | ------------- | -------- | --------------- | ------------------------ | -------- |
| Перемога  | 1–0 | Чер 1995 | Ньюпорт, США | Світова серія | Трава    | Єрн Ренценбрінк | Пол Кілдеррі Нуно Маркес | 6–1, 6–2 |

## Фінали ATP Челленджер і ITF Ф'ючерс

### Одиночний розряд: 7 (4–3)
| Легенда              |
| -------------------- |
| ATP Челленджер (4–3) |
| ITF Ф'ючерс (0–0)    |

| Фінали за покриттям |
| ------------------- |
| Тверде (2–1)        |
| Ґрунт (1–0)         |
| Трава (0–0)         |
| Килим (1–2)         |

| Результат | В-П | Дата     | Турнір                   | Рівень     | Покриття | Суперник          | Рахунок       |
| --------- | --- | -------- | ------------------------ | ---------- | -------- | ----------------- | ------------- |
| Перемога  | 1-0 | Лип 1989 | Рюмікон, Швейцарія       | Челленджер | Ґрунт    | Франсіско Юніс    | 6–2, 6–2      |
| Поразка   | 1-1 | Лис 1989 | Valkenswaard, Нідерланди | Челленджер | Килим    | Ерік Віноградскі  | 6–3, 3–6, 4–6 |
| Поразка   | 1-2 | Січ 1991 | Гайльбронн, Німеччина    | Челленджер | Килим    | Дієго Наргісо     | 6–3, 6–7, 3–6 |
| Перемога  | 2-2 | Кві 1991 | Тайбей, Тайвань          | Челленджер | Тверде   | Келлі Джонс       | 6–3, 6–3      |
| Перемога  | 3-2 | Січ 1994 | Гайльбронн, Німеччина    | Челленджер | Килим    | Крістіано Каратті | 6–3, 6–4,     |
| Перемога  | 4-2 | Сер 1994 | Стамбул, Туреччина       | Челленджер | Тверде   | Гійом Рау         | 6–7, 6–4, 6–2 |
| Поразка   | 4-3 | Сер 1994 | Сеговія, Іспанія         | Челленджер | Тверде   | Родольф Жільбер   | 2–6, 4–6      |

### Парний розряд: 2 (2–0)
| Легенда              |
| -------------------- |
| ATP Челленджер (2–0) |
| ITF Ф'ючерс (0–0)    |

| Фінали за покриттям |
| ------------------- |
| Тверде (0–0)        |
| Ґрунт (1–0)         |
| Трава (0–0)         |
| Килим (1–0)         |

| Результат | В-П | Дата     | Турнір             | Рівень     | Покриття | Партнер     | Суперники                           | Рахунок  |
| --------- | --- | -------- | ------------------ | ---------- | -------- | ----------- | ----------------------------------- | -------- |
| Перемога  | 1–0 | Лип 1989 | Рюмікон, Швейцарія | Челленджер | Ґрунт    | Лібор Пімек | Расселл Барлоу Гаральд Ріттерсбахер | 6–3, 6–4 |
| Перемога  | 2–0 | Гру 1990 | Мюнхен, Німеччина  | Челленджер | Килим    | Єнс Верманн | Дмитро Поляков Слободан Воїнович    | 6–4, 6–3 |

## Часовий графік результатів
| W | Ф | ПФ | ЧФ | #Р | КТ | К# | DNQ | A | NH |

### Одиночний розряд
| Турніри Великого шлему                 |     |     |     |     |     |     |     |        |      |     |
| Відкритий чемпіонат Австралії з тенісу |     | 1р  | 1р  | 3р  | 1р  | 1р  | 1р  | 0 / 6  | 2–6  | 25% |
| Відкритий чемпіонат Франції з тенісу   |     | 1р  |     | 1р  |     | 1р  | 1р  | 0 / 4  | 0–4  | 0%  |
| Вімблдонський турнір                   | К2р | 1р  |     | 1р  |     | 3р  | 1р  | 0 / 4  | 2–4  | 33% |
| Відкритий чемпіонат США з тенісу       |     |     |     | 1р  | 1р  | 3р  |     | 0 / 3  | 2–3  | 40% |
| В-П                                    | 0–0 | 0–3 | 0–1 | 2–4 | 0–2 | 4–4 | 0–3 | 0 / 17 | 6–17 | 26% |
| Серія Мастерс ATP                      |     |     |     |     |     |     |     |        |      |     |
| Індіан-Веллс                           |     |     |     | 1р  |     |     | 1р  | 0 / 2  | 0–2  | 0%  |
| Відкритий чемпіонат Маямі з тенісу     |     | 2р  |     | 4р  |     |     | 1р  | 0 / 3  | 4–3  | 57% |
| Гамбург                                | 2р  | 1р  |     | 1р  |     |     | 1р  | 0 / 4  | 1–4  | 20% |
| Мастерс Канада                         |     |     | 1р  |     |     |     |     | 0 / 1  | 0–1  | 0%  |
| Мастерс Цинциннаті                     |     |     |     |     | К1р |     |     | 0 / 0  | 0–0  | –   |
| Париж                                  |     |     |     |     |     | К1р |     | 0 / 0  | 0–0  | –   |
| В-П                                    | 1–1 | 1–2 | 0–1 | 3–3 | 0–0 | 0–0 | 0–3 | 0 / 10 | 5–10 | 33% |